# Ster Elektrotoer 2007
Lo Ster Elektrotoer 2007, ventunesima edizione della corsa, si svolse dal 19 al 23 giugno su un percorso di 709 km ripartiti in 5 tappe, con partenza da Schijndel e arrivo a Eindhoven. Fu vinto dall'olandese Sebastian Langeveld della squadra Rabobank davanti al tedesco Paul Martens e al norvegese Kurt Asle Arvesen.

## Tappe
| Tappa  | Data      | Percorso                                  | km  | Vincitore di tappa | Leader cl. generale |
| ------ | --------- | ----------------------------------------- | --- | ------------------ | ------------------- |
| 1ª     | 19 giugno | Schijndel > Schijndel (cron. individuale) | 7,6 | Michail Ignat'ev   | Michail Ignat'ev    |
| 2ª     | 20 giugno | Schijndel > Nuth                          | 166 | Wouter Weylandt    | Michail Ignat'ev    |
| 3ª     | 21 giugno | Aquisgrana > Valkenburg                   | 194 | Paul Martens       | Paul Martens        |
| 4ª     | 22 giugno | Verviers > Jalhay                         | 192 | Vasili Kiryienka   | Paul Martens        |
| 5ª     | 23 giugno | Sittard-Geleen > Eindhoven                | 149 | Mark Cavendish     | Sebastian Langeveld |
| Totale | Totale    | Totale                                    | 709 |                    |                     |

## Dettagli delle tappe

### 1ª tappa
- 19 giugno: Schijndel > Schijndel (cron. individuale) – 7,6 km

| Pos. | Corridore          | Squadra    | Tempo |
| ---- | ------------------ | ---------- | ----- |
| 1    | Michail Ignat'ev   | Tinkoff    | 9'27" |
| 2    | Nikolay Trusov     | Tinkoff    | a 7"  |
| 3    | Sébastien Rosseler | Quick Step | s.t.  |

| Pos. | Corridore          | Squadra    | Tempo |
| ---- | ------------------ | ---------- | ----- |
| 1    | Michail Ignat'ev   | Tinkoff    | 9'27" |
| 2    | Nikolay Trusov     | Tinkoff    | a 7"  |
| 3    | Sébastien Rosseler | Quick Step | s.t.  |

### 2ª tappa
- 20 giugno: Schijndel > Nuth – 166 km

| Pos. | Corridore       | Squadra      | Tempo    |
| ---- | --------------- | ------------ | -------- |
| 1    | Wouter Weylandt | Quick Step   | 3h50'26" |
| 2    | Robert Förster  | Gerolsteiner | s.t.     |
| 3    | Stefan van Dijk | Wiesenhof    | s.t.     |

| Pos. | Corridore          | Squadra    | Tempo    |
| ---- | ------------------ | ---------- | -------- |
| 1    | Michail Ignat'ev   | Tinkoff    | 3h59'53" |
| 2    | Nikolay Trusov     | Tinkoff    | a 6"     |
| 3    | Sébastien Rosseler | Quick Step | a 7"     |

### 3ª tappa
- 21 giugno: Aquisgrana > Valkenburg – 194 km

| Pos. | Corridore           | Squadra      | Tempo    |
| ---- | ------------------- | ------------ | -------- |
| 1    | Paul Martens        | Skil-Shimano | 4h49'11" |
| 2    | Maarten Wynants     | Quick Step   | s.t.     |
| 3    | Sebastian Langeveld | Rabobank     | s.t.     |

| Pos. | Corridore           | Squadra      | Tempo    |
| ---- | ------------------- | ------------ | -------- |
| 1    | Paul Martens        | Skil-Shimano | 8h49'17" |
| 2    | Sebastian Langeveld | Rabobank     | a 2"     |
| 3    | Kurt Asle Arvesen   | CSC          | a 4"     |

### 4ª tappa
- 22 giugno: Verviers > Jalhay – 192 km

| Pos. | Corridore        | Squadra    | Tempo    |
| ---- | ---------------- | ---------- | -------- |
| 1    | Vasili Kiryienka | Tinkoff    | 4h52'23" |
| 2    | Jeremy Hunt      | Unibet.com | a 6"     |
| 3    | Matti Breschel   | CSC        | s.t.     |

| Pos. | Corridore           | Squadra      | Tempo     |
| ---- | ------------------- | ------------ | --------- |
| 1    | Paul Martens        | Skil-Shimano | 13h41'46" |
| 2    | Sebastian Langeveld | Rabobank     | a 2"      |
| 3    | Kurt Asle Arvesen   | CSC          | a 5"      |

### 5ª tappa
- 23 giugno: Sittard-Geleen > Eindhoven – 149 km

| Pos. | Corridore       | Squadra      | Tempo    |
| ---- | --------------- | ------------ | -------- |
| 1    | Mark Cavendish  | T-Mobile     | 3h13'34" |
| 2    | Wouter Weylandt | Quick Step   | s.t.     |
| 3    | Robert Förster  | Gerolsteiner | s.t.     |

| Pos. | Corridore           | Squadra      | Tempo     |
| ---- | ------------------- | ------------ | --------- |
| 1    | Sebastian Langeveld | Rabobank     | 16h55'22" |
| 2    | Paul Martens        | Skil-Shimano | a 2"      |
| 3    | Kurt Asle Arvesen   | CSC          | a 6"      |

## Classifiche finali

### Classifica generale
| Pos. | Corridore           | Squadra                 | Tempo     |
| ---- | ------------------- | ----------------------- | --------- |
| 1    | Sebastian Langeveld | Rabobank                | 16h55'22" |
| 2    | Paul Martens        | Skil-Shimano            | a 2"      |
| 3    | Kurt Asle Arvesen   | Team CSC                | a 6"      |
| 4    | Matti Breschel      | Team CSC                | a 9"      |
| 5    | Maarten Wynants     | Quick Step              | a 10"     |
| 6    | Sven Krauß          | Gerolsteiner            | a 19"     |
| 7    | Bram Schmitz        | Van Vliet-EBH-Advocaten | a 20"     |
| 8    | Gerald Ciolek       | T-Mobile                | a 33"     |
| 9    | Addy Engels         | Quick Step              | a 39"     |
| 10   | Martin Velits       | Team Wiesenhof          | a 1'15"   |